# Liu Yin (giocatrice di curling)
Liu Yin (柳荫S, Liǔ YìnP; Harbin, 19 agosto 1981) è una giocatrice di curling cinese.

## Biografia
Partecipò all'età di 28 anni ai XXI Giochi olimpici invernali edizione disputata a Vancouver nella Columbia Britannica, (Canada) nel febbraio del 2010, riuscendo ad ottenere la medaglia di bronzo nella squadra cinese con le connazionali Wang Bingyu, Yue Qingshuang, Zhou Yan e Liu Jinli.
Nell'edizione la nazionale svedese ottenne la medaglia d'oro, la canadese quella d'argento.